# پالبو دی باروس پائولینیو
پالبو دی باروس پائولینیو (به پرتغالی: Pablo de Barros Paulino) مدافع اهل برزیل است که در شهر São João Nepomuceno و در تاریخ ۳ اوت ۱۹۸۹ به دنیا آمده‌است.
پالبو دی باروس پائولینیو در تیم‌های فوتبال Olaria سابقهٔ حضور دارد.